# Diamantastrild
De diamantastrild (Emblema guttata ook wel Stagonopleura guttata) is een klein vogeltje uit de familie van de prachtvinken (Estrildidae). De vogel komt voor in Australië. Sinds de 19e eeuw is het ook een gewilde volièrevogel.

## Kenmerken
De kop en nek van de diamantastrild zijn grijs met een iets blauw, er loopt een zwarte lijn van het oog naar de snavel. De rug en de vleugels zijn bruin. De romp en bovenstaartdekveren zijn helder rood. De keel is grijs, over de borst loopt een brede zwarte band, de buik is wit, de flanken zijn zwart met witte vlekken. Mannetje en  vrouwtje zijn identiek qua uiterlijk.
Een geoefend oog kan het verschil zien door de kleur van de oogring. Net als bij diamantduiven is in de broedperiode de oogring van de man veel feller van kleur dan die van het vrouwtje. De totale lengte, van kop tot puntje van de staart, is ongeveer 11 centimeter.

## Verspreiding en leefgebied
Deze soort komt voor in Zuidoost-Australië. Het leefgebied bestaat uit een groot aantal typen natuurlijk bos waarin Eucalyptus-soorten domineren met een ondergroei van gras.

## Status
De diamantastrild heeft een groot verspreidingsgebied en daardoor is de kans op de status  kwetsbaar (voor uitsterven) gering. De grootte van de wereldpopulatie werd in 2016 geschat op circa 300.000 individuen. De soort gaat in aantal achteruit door habitatverlies. Echter, het tempo ligt onder de 30% in tien jaar (minder dan 3,5% per jaar). Om deze redenen staat deze astrild als niet bedreigd op de Rode Lijst van de IUCN.

## Verzorging als kooivogel
Deze vogel is vrij kostbaar en moet voorzichtig geacclimatiseerd worden. Hij kan in een volière samen met andere vogeltjes, liefst met Afrikaanse prachtvinken, mits deze niet kleiner zijn dan de diamantastrild zelf.
Het menu bestaat uit een zaadmengsel voor vinken, levende miereneieren, insecten en groenvoer.
De vogels moeten uiteraard altijd de beschikking hebben over vers drinkwater, grit en maagkiezel. Ze badderen graag, dus ook een platte schaal met badwater moet aangeboden worden.